# Voorzitter van het Presidium van de Opperste Sovjet van de USSR
De voorzitter van het Presidium van de Opperste Sovjet van de USSR (Russisch: Председатель Президиума Верховного Совета СССР), was voorzitter van de Opperste Sovjet (parlement) en tevens staatshoofd van de Sovjet-Unie.
De post van voorzitter van het Presidium van de Opperste Sovjet van de USSR ontstond 1938 en verving die van voorzitter van het Centraal Uitvoerend Comité van het Algehele Russische Congres van Sovjets. De voorzitter van het Presidium van de Opperste Sovjet bezat geen werkelijke macht, daar de werkelijke macht geconcentreerd was in de handen van de secretaris-generaal van de Communistische Partij (CPSU) en het Politbureau. Leonid Brezjnev (vanaf 1977), Joeri Andropov, Konstantin Tsjernenko en Michail Gorbatsjov (vanaf 1988) combineerden het voorzitterschap met dat van het secretaris-generaalschap van de CPSU waardoor hun macht toenam, maar vooral hun prestige in binnen- en buitenland. De Sovjetleider was nu immers ook staatshoofd.
De voorzitter van het Presidium van de Opperste Sovjet werd gekozen door de Opperste Sovjet.
In 1989 werd besloten dat de Opperste Sovjet van de USSR vaker bijeen moest komen. Het presidium van de Opperste Sovjet van de USSR kreeg de functie van een gewoon presidium van een parlement en de voorzitter van het presidium van de Opperste Sovjet van de USSR werd vervangen door voorzitter van de Opperste Sovjet. Gorbatsjov nam deze functie op zich, een jaar later (15 maart 1990) werd hij tot president van de Sovjet-Unie gekozen, een nieuw gecreëerde functie. De functie van voorzitter van de Opperste Sovjet werd die van parlementsvoorzitter. Anatoli Loekianov werd tot voorzitter van de Opperste Sovjet van de USSR gekozen als opvolger van Gorbatsjov.
De deelrepublieken van de Sovjet-Unie hadden ieder ook een Opperste Sovjet, presidium van de Opperste Sovjet en een voorzitter van het presidium van de Opperste Sovjet.

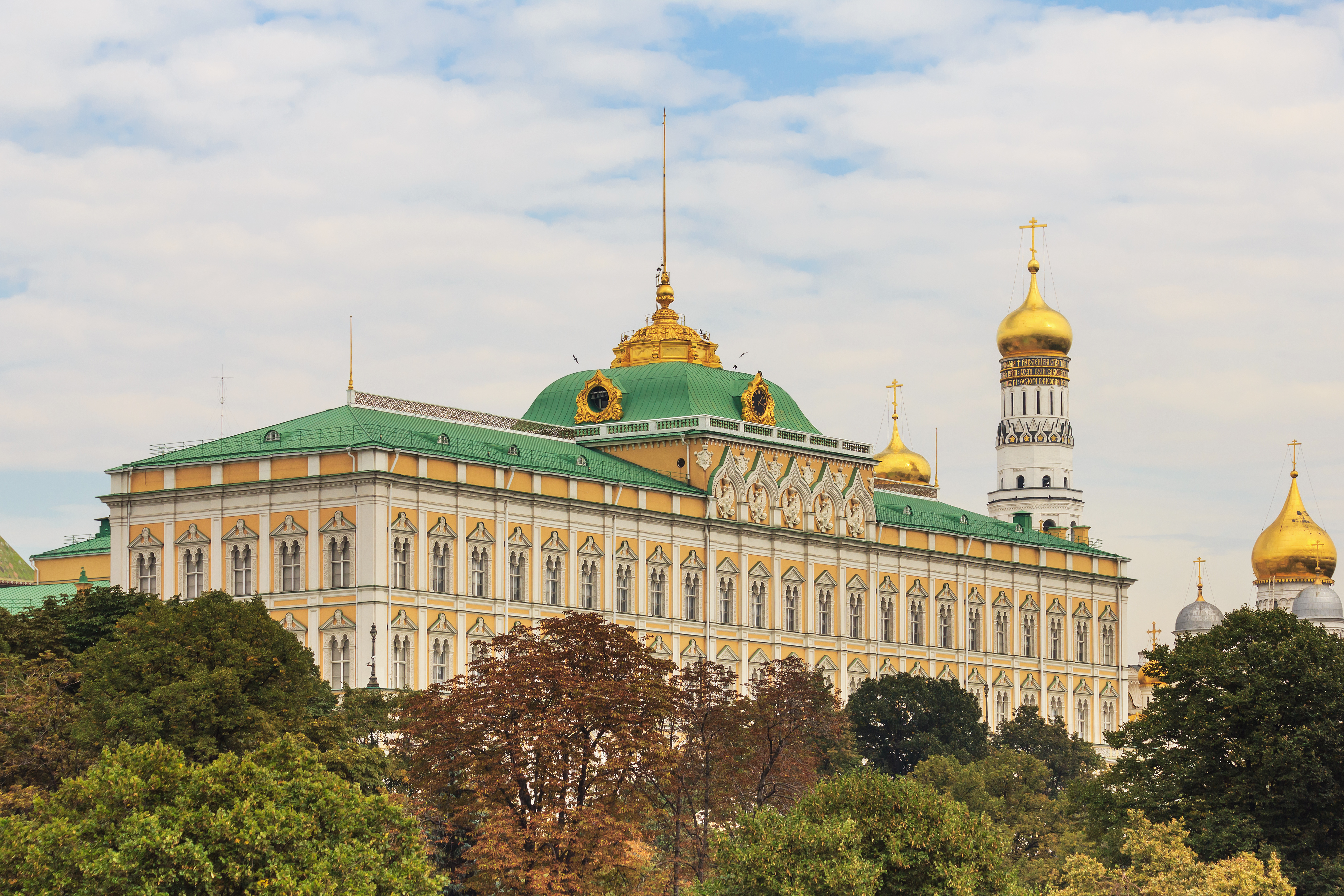
In het paleis in het Kremlin was vroeger het presidium van de Opperste Sovjet gevestigd.

## Voorzitter (1938–1990)
| Nr.   | Voorzitter van het Presidium van de Opperste Sovjet van de USSR Председатель Президиума Верховного Совета | Voorzitter van het Presidium van de Opperste Sovjet van de USSR Председатель Президиума Верховного Совета | Ambtstermijn     | Ambtstermijn     | Anciënniteit | Leeftijd | Overige functie(s)              |
| ----- | --- | --- | ---------------- | ---------------- | ------------ | -------- | ------------------------------- |
| 1     | Michail Kalinin                                                                                           | Michail Kalinin Михаил Калинин (1875–1946)                                                                | 17 januari 1938  | 19 maart 1946    | 8 jaar       | 62–70    |                                 |
| 2     | Nikolaj Sjvernik                                                                                          | Nikolaj Sjvernik Николай Шверник (1888–1970)                                                              | 19 maart 1946    | 15 maart 1953    | 6 jaar       | 57–64    |                                 |
| 3     | Kliment Vorosjilov                                                                                        | Kliment Vorosjilov Клим Вороши́лов (1881–1969)                                                             | 15 maart 1953    | 6 mei 1960       | 7 jaar       | 72–79    |                                 |
| 4     | Leonid Brezjnev                                                                                           | Leonid Brezjnev Леонид Брежнев (1906–1982)                                                                | 6 mei 1960       | 15 juli 1964     | 4 jaar       | 53–57    |                                 |
| 5     | Anastas Mikojan                                                                                           | Anastas Mikojan Анаста́с Микоя́н (1895–1978)                                                                | 15 juli 1964     | 10 december 1965 | 1 jaar       | 68–70    |                                 |
| 6     | Nikolaj Podgorny                                                                                          | Nikolaj Podgorny Никола́й Подго́рный (1903–1983)                                                            | 10 december 1965 | 17 juni 1977     | 11 jaar      | 62–74    |                                 |
| (4)   | Leonid Brezjnev                                                                                           | Leonid Brezjnev Леонид Брежнев (1906–1982)                                                                | 17 juni 1977     | 10 november 1982 | 5 jaar       | 70–75    | Secretaris-generaal (1964–1982) |
| [ 2 ] | | Vasili Koeznetsov Василий Кузнецов (1901–1990)                                                            | 10 november 1982 | 16 juni 1983     | 0 jaar       | 81–82    |                                 |
| 7     | Joeri Andropov                                                                                            | Joeri Andropov Юрий Андропов (1914–1984)                                                                  | 16 juni 1983     | 9 februari 1984  | 0 jaar       | 69       | Secretaris-generaal (1982–1984) |
| [ 2 ] | | Vasili Koeznetsov Василий Кузнецов (1901–1990)                                                            | 9 februari 1984  | 11 april 1984    | 0 jaar       | 82–83    |                                 |
| 8     | Konstantin Tsjernenko                                                                                     | Konstantin Tsjernenko Константин Черненко (1911–1985)                                                     | 11 april 1984    | 10 maart 1985    | 0 jaar       | 72–73    | Secretaris-generaal (1984–1985) |
| [ 2 ] | Vasili Koeznetsov                                                                                         | Vasili Koeznetsov Василий Кузнецов (1901–1990)                                                            | 10 maart 1985    | 27 juli 1985     | 0 jaar       | 84       |                                 |
| 9     | Andrej Gromyko                                                                                            | Andrej Gromyko Андре́й Громы́ко (1909–1989)                                                                 | 27 juli 1985     | 1 oktober 1988   | 3 jaar       | 76–79    |                                 |
| 10    | Michail Gorbatsjov                                                                                        | Michail Gorbatsjov Михаил Горбачёв (1931–2022)                                                            | 1 oktober 1988   | 15 maart 1990    | 1 jaar       | 57–59    | Secretaris-generaal (1985–1991) |